# Les Ponts de Sarajevo
Pour plus de détails, voir Fiche technique et Distribution.
Les Ponts de Sarajevo est un documentaire omnibus réalisé par treize réalisateurs sous la direction artistique de Jean-Michel Frodon, sorti en 2014.

## Synopsis
Treize courts métrages traitent de la place de Sarajevo dans l'histoire européenne.

## Fiche technique
- Titre original : Les Ponts de Sarajevo
- Réalisation : Aida Begić, Leonardo Di Costanzo, Jean-Luc Godard, Kamen Kalev, Isild Le Besco, Sergei Loznitsa, Vincenzo Marra, Ursula Meier, Vladimir Perišić, Cristi Puiu, Marc Recha, Angela Schanelec, Teresa Villaverde
- Photographie : Julian Atanassov, Luca Bigazzi, Duccio Cimatti, Diego Dussuel et Reinhold Vorschneider
- Son : Pierre-Yves Lavoué
- Montage : Carlotta Cristiani, Jelena Maksimovic, Massimiliano Pacifico et Xavier Sirven
- Production : Mirsad Purivatra, Fabienne Servan-Schreiber
- Sociétés de production : Bande à part Films, Cinétévé, Mir Cinematografica, Obala Art Centar, Ukbar Filmes, Waterfront Film, unafilm
- Sociétés de distribution : Rezo World Sales
- Pays d'origine :  Allemagne,  Bosnie-Herzégovine,  Bulgarie,  France,  Italie,  Portugal et  Suisse
- Genre : documentaire
- Langues originales : russe, allemand, italien, français, bosnien
- Durée :
- Dates de sortie :
  -  France : mai 2014 (Festival de Cannes 2014)
  -  Bosnie-Herzégovine : 27 juin 2014 (sortie limitée pour le centenaire de la Première Guerre mondiale) ; août 2014 (Festival du film de Sarajevo 2014)[4]

## Distinctions

### Nominations et sélections
- Festival de Cannes 2014 : sélection hors compétition « Séances spéciales »
- Festival du film de Sarajevo 2014